# 오타 다쿠야
오타 다쿠야(일본어: 太田 拓弥, おおた たくや, 1970년 1월 2일~)는 일본의 레슬링 선수이다. 1996년 하계 올림픽 자유형 웰터급에서 동메달을 획득했다.